# Рене Больф
Рене Больф (чеськ. René Bolf, нар. 25 лютого 1974, Валашске-Мезіржичі) — чеський футболіст, що грав на позиції захисника за низку чеських клубів, французький «Осер», а також національну збірну Чехії.
Триразовий чемпіон Чехії. 

## Клубна кар'єра
Народився 25 лютого 1974 року в місті Валашске-Мезіржичі. Вихованець юнацьких команд футбольних клубів «Рожнов-под-Радгоштем», «Вітковіце», «Граніце» та ЛеРК (Брно).
У дорослому футболі дебютував 1995 року виступами за команду клубу «Карвіна», в якій провів один сезон, взявши участь у 14 матчах чемпіонату. 
Своєю грою за цю команду привернув увагу представників тренерського штабу клубу «Банік», до складу якого приєднався 1996 року. Відіграв за команду з Острави наступні три сезони своєї ігрової кар'єри.
Протягом 1999—2001 років захищав кольори команди клубу «Спарта» (Прага). За результатами обох проведених у складі празької команди сезонів виборював титул чемпіона Чехії, хоча гравцем основного складу лідера чеського футболу не став.
2001 року повернувся до остравського «Баніка». Цього разу провів у складі його команди три сезони. Більшість часу, проведеного у складі «Баніка», був основним гравцем захисту команди. У складі цієї команди в сезоні 2003/04 здобув свій третій титул переможця футбольної першості Чехії.
Після успішного виступу на Євро-2004 був запрошений до лав французького «Осера». Прийшовши до команди, отримав місце у її основному складі, утім вже свій другий сезон у Франції провів як гравець резерву, а протягом третього року у Франції грав виключно за команду дублерів «Осера».
З 2007 року знову, цього разу чотири сезони захищав кольори «Баніка» з Острави. 
Завершив професійну ігрову кар'єру у своєму рідному клубі «Карвіна», за команду якого виступав протягом 2011—2012 років.

## Виступи за збірну
2000 року дебютував в офіційних матчах у складі національної збірної Чехії. Протягом кар'єри у національній команді, яка тривала 6 років, провів у її формі 34 матчі.
Був основним захисником національної команди на чемпіонаті Європи 2004 року у Португалії, де чехи лише на стадії півфіналів поступилися у серії пенальті майбутнім сенсаційним переможцям континентальної першості, збірній Греції.

## Титули і досягнення
- Чемпіон Чехії (3):

«Спарта» (Прага): 1999-2000, 2000-2001
«Банік»: 2003-2004